# 전승원

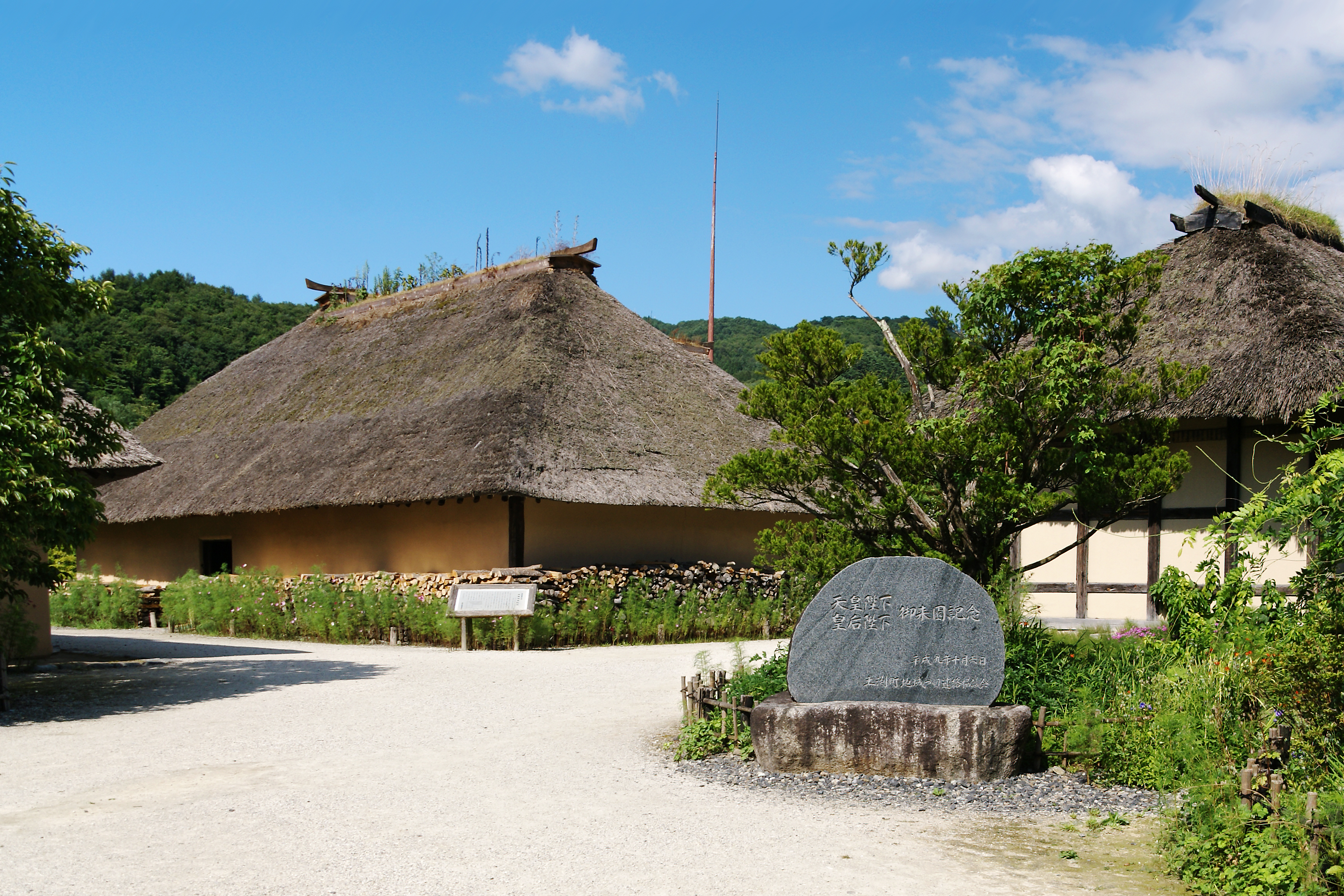
전승원

전승원(일본어: 伝承園 덴쇼엔[*])은 이와테현 토오노시에 소재한 시립박물관이다. 야나기타 쿠니오의 『토오노 모노가타리』로 유명해진 토오노 지방의 민속의 전승을 목적으로 1984년 6월 개관했다. 지정관리자로서 사단법인 토오노 후루사토공사가 관리운영한다.